# Емі Фрейзер
Емі Фрейзер (англ. Amy Frazier, нар. 19 вересня 1972)  — колишня професійна американська тенісистка. Найвищу одиночну позицію — ранг 13 досягнула 27 лютого 1995 року.

## Фінали турнірів WTA

### Одиночний розряд: 15 (8–7)
| Легенда              |
| -------------------- |
| Tier I (0/0)         |
| Tier II (1/2)        |
| Tier III (4/4)       |
| Tier IV & V (2/1)    |
| Virginia Slims (1/0) |

| Результат | Ранг | Дата             | Турнір                                                                        | Покриття   | Опонент               | Рахунок       |
| --------- | ---- | ---------------- | ----------------------------------------------------------------------------- | ---------- | --------------------- | ------------- |
| Перемога  | 1.   | 26 лютого 1989   | Вічита                                                                        | Тверде (i) | Барбара Поттер        | 4–6, 6–4, 6–0 |
| Перемога  | 2.   | 25 лютого 1990   | Regions Morgan Keegan Championships and the Cellular South Cup, Oklahoma City | Тверде (i) | Манон Боллеграф       | 6–4, 6–2      |
| Поразка   | 1.   | 30 вересня 1990  | Tokyo International                                                           | Килим (i)  | Мері Джо Фернандес    | 3–6, 6–2, 6–3 |
| Перемога  | 3.   | May 24, 1992     | Ladies Турнір Gstaad, Lucerne                                                 | Ґрунт      | Радка Зрубакова       | 4–6, 6–4, 7–5 |
| Поразка   | 2.   | 4 квітня 1994    | Japan Open (теніс), Tokyo                                                     | Тверде     | Дате-Крумм Кіміко     | 7–5, 6–0      |
| Перемога  | 4.   | 14 серпня 1994   | LA Women's Tennis Championships, Los Angeles                                  | Тверде     | Енн Гроссман          | 6–1, 6–3      |
| Поразка   | 3.   | 19 вересня 1994  | Nichirei International Турніри, Tokyo                                         | Тверде (i) | Аранча Санчес Вікаріо | 6–1, 6–2      |
| Перемога  | 5.   | 16 квітня 1995   | Японія Open Tennis Турніри, Tokyo                                             | Тверде     | Kimiko Дата           | 7–6(7–5), 7–5 |
| Поразка   | 4.   | 15 квітня 1996   | Японія Open Tennis Турніри, Tokyo                                             | Тверде     | Kimiko Дата           | 6–4, 7–5      |
| Поразка   | 5.   | 20 квітня 1997   | Японія Open Tennis Турніри, Tokyo                                             | Тверде     | Суґіяма Ай            | 4–6, 6–4, 6–4 |
| Перемога  | 6.   | 18 квітня 1999   | Японія Open Tennis Турніри, Tokyo                                             | Тверде     | Ai Sugiyama           | 6–2, 6–2      |
| Поразка   | 6.   | 9 жовтня 2000    | Японія Open Tennis Турніри, Tokyo                                             | Тверде     | Жулі Алар-Декюжі      | 6–4, 7–5      |
| Поразка   | 7.   | 12 січня 2003    | Moorilla Hobart International                                                 | Тверде     | Алісія Молік          | 6–2, 4–6, 6–4 |
| Перемога  | 7.   | 16 січня 2004    | Moorilla Hobart International                                                 | Тверде     | Асагое Сінобу         | 6–3, 6–3      |
| Перемога  | 8.   | 6 листопада 2005 | Tournoi de Québec, Québec City                                                | Тверде (i) | Софія Арвідссон       | 6–1, 7–5      |

### Парний розряд: 13 (4–9)
| Легенда              |
| -------------------- |
| Tier I (0/0)         |
| Tier II (0/5)        |
| Tier III (3/3)       |
| Tier IV & V (1/1)    |
| Virginia Slims (0/0) |

| Результат | Ранг | Дата             | Турнір                                               | Покриття   | Партнер         | Опоненти                                 | Рахунок                 |
| --------- | ---- | ---------------- | ---------------------------------------------------- | ---------- | --------------- | ---------------------------------------- | ----------------------- |
| Поразка   | 1.   | 28 жовтня 1990   | Puerto Rico Open, Dorado                             | Тверде     | Джулі Річардсон | Олена Брюховець Наталія Медведєва        | 6–4, 6–2                |
| Перемога  | 1.   | 8 квітня 1991    | Японія Open Tennis Турніри, Tokyo                    | Тверде     | Кідовакі Мая    | Каміо Йоне Кідзімута Акіко               | 6–2, 6–4                |
| Перемога  | 2.   | 6 квітня 1992    | Японія Open Tennis Турніри, Tokyo                    | Тверде     | Хіракі Ріка     | Kimiko Дата Стефані Реге                 | 5–7, 7–6(7–5), 6–0      |
| Перемога  | 3.   | May 24, 1992     | WTA Swiss Open, Lucerne                              | Ґрунт      | Елна Рейнах     | Каріна Габшудова Маріанн Вердел          | 7–5, 6–2                |
| Поразка   | 2.   | 14 лютого 1993   | Ameritech Cup, Chicago                               | Килим (i)  | Кімберлі По     | Катріна Адамс Зіна Гаррісон              | 7–6(7–3), 6–3           |
| Поразка   | 3.   | 19 вересня 1994  | Nichirei International Турніри, Tokyo                | Тверде (i) | Rika Hiraki     | Arantxa Sánchez Vicario Жулі Алар-Декюжі | 6–1, 0–6, 6–1           |
| Поразка   | 4.   | 21 квітня 1996   | Японія Open Tennis Турніри, Tokyo                    | Тверде     | Kimberly Po     | Kimiko Дата Ai Sugiyama                  | 7–6(8–6), 6–7(6–8), 6–3 |
| Поразка   | 5.   | 18 серпня 1996   | East Західний берег ріки Йордан Classic, Los Angeles | Тверде     | Kimberly Po     | Ліндсі Девенпорт Наташа Звєрєва          | 6–1, 6–4                |
| Поразка   | 6.   | 27 жовтня 1996   | Bell Challenge, Québec City                          | Килим (i)  | Kimberly Po     | Деббі Грем Бренда Шульц-Маккарті         | 6–1, 6–4                |
| Поразка   | 7.   | 3 серпня 1997    | Southern California Open, San Diego                  | Тверде     | Kimberly Po     | Мартіна Хінгіс Аранча Санчес Вікаріо     | 6–3, 7–5                |
| Поразка   | 8.   | 19 квітня 1998   | Японія Open Tennis Турніри, Tokyo                    | Тверде     | Kimberly Po     | Міягі Нана Кадзімута Наоко               | 6–3, 4–6, 6–4           |
| Перемога  | 4.   | 1 листопада 1999 | Bell Challenge, Québec City                          | Килим (i)  | Каті Шлукебір   | Деббі Грем Кара Блек                     | 6–2, 6–3                |
| Поразка   | 9.   | 30 липня 2000    | Silicon Valley Classic, Stanford                     | Тверде     | Cara Black      | Чанда Рубін Сандрін Тестю                | 6–4, 6–4                |

## Виступи у турнірах Великого шолома

### Одиночний розряд
| Турніри Великого шолома                |     |     |     |     |     |     |     |     |     |     |     |     |     |     |     |     |     |       |
| Відкритий чемпіонат Австралії з тенісу | 1р  | 4р  | ЧФ  | 1р  | 3р  | 3р  | 1р  | 1р  | A   | 2р  | 1р  | 2р  | 2р  | 2р  | 3р  | 3р  | 1р  | 19–16 |
| Відкритий чемпіонат Франції з тенісу   | A   | A   | 2р  | A   | 1р  | 3р  | 1р  | 2р  | A   | 2р  | 1р  | 3р  | 2р  | 1р  | 1р  | 2р  | 1р  | 9–13  |
| Вімблдонський турнір                   | 3р  | 4р  | 4р  | A   | 1р  | 2р  | 4р  | 2р  | 1р  | 1р  | 3р  | 3р  | 1р  | 2р  | 4р  | 1р  | 3р  | 23–16 |
| Відкритий чемпіонат США з тенісу       | 1р  | 2р  | 1р  | 2р  | 2р  | ЧФ  | 2р  | 1р  | 1р  | 3р  | 1р  | 1р  | 4р  | 3р  | 3р  | 2р  | 1р  | 18–17 |
| Перемоги-Поразки                       | 2–3 | 7–3 | 8–4 | 1–2 | 3–4 | 9–4 | 4–4 | 2–4 | 0–2 | 4–4 | 2–4 | 5–4 | 5–4 | 4–4 | 7–4 | 4–4 | 2–4 | 69–62 |

## Результати особистих зустрічей
- Анке Губер              2-6
- Марі П'єрс             4–3
- Жустін Енен           2–1
- Аранча Санчес Вікаріо 4–3
- Дженніфер Капріаті       0–6
- Пем Шрайвер             4–1
- Ліндсі Девенпорт       0–10
- Патті Шнідер          3–2
- Штеффі Граф             1–6
- Габріела Сабатіні       2–3
- Анке Губер              6–2
- Мартіна Хінгіс          1–6
- Мартіна Навратілова     1–2
- Моніка Селеш            1–9
- Марія Шарапова         0–3
- Ніколь Вайдішова        1–0
- Суґіяма Ай             4–1
- Серена Вільямс         0–3
- Вінус Вільямс          0–5
- Маріон Бартолі          1–2
- Даніела Гантухова      1–2
- Кончіта Мартінес       4–8
- Татьяна Головін         1–1
- Ана Іванович            1–1
- Домінік Монамі        2-0
- Сільвія Фаріна-Елія      3-2
- Барбара Паулюс          2-0
- Наташа Звєрєва         2-2